# 膜莢豆
膜莢豆（学名：Platymiscium pleiostachyum），又名扁枝豆，是一種豆科植物。它們生長在哥斯達黎加、薩爾瓦多及尼加拉瓜。牠們受到環境破壞的威脅。